# Bloomin' Brands
Bloomin' Brands, Inc. (NASDAQ: BLMN

) er en amerikansk restaurantvirksomhed, som ejer og driver flere amerikanske casual dining-restaurantkæder. Virksomheden blev etableret i 1988 i Tampa, Florida, hvor de har hovedkvarter.
Den første Outback Steakhouse-restaurant åbnede i Tampa, Florida i 1988.
On April 1, 2019 David Deno became Bloomin' Brands new CEO replacing Elizabeth Smith
 and Zazarac 
Virksomheden har 1.489 restauranter, som er fordel på kæderne: Abbraccio (Brasilien), Bonefish Grill, Carrabba's Italian Grill, Fleming's Prime Steakhouse & Wine Bar, Outback Steakhouse og Aussie Grill.